# Leyviller
Leyviller és un municipi francès, situat al departament del Mosel·la i a la regió del Gran Est. L'any 2007 tenia 501 habitants.

## Demografia

### Població
El 2007 la població de fet de Leyviller era de 501 persones. Hi havia 191 famílies, de les quals 34 eren unipersonals (17 homes vivint sols i 17 dones vivint soles), 59 parelles sense fills, 85 parelles amb fills i 13 famílies monoparentals amb fills.
La població ha evolucionat segons el següent gràfic:
Habitants censats

### Habitatges
El 2007 hi havia 214 habitatges, 190 eren l'habitatge principal de la família i 23 estaven desocupats. 170 eren cases i 42 eren apartaments. Dels 190 habitatges principals, 154 estaven ocupats pels seus propietaris, 30 estaven llogats i ocupats pels llogaters i 6 estaven cedits a títol gratuït; 3 tenien una cambra, 3 en tenien dues, 10 en tenien tres, 37 en tenien quatre i 137 en tenien cinc o més. 173 habitatges disposaven pel capbaix d'una plaça de pàrquing. A 79 habitatges hi havia un automòbil i a 97 n'hi havia dos o més.

### Piràmide de població
La piràmide de població per edats i sexe el 2009 era:
| Homes | Edats   | Dones |
| ----- | ------- | ----- |
| 0     | 95 o +  | 4     |
| 0     | 90 a 94 | 0     |
| 4     | 85 a 89 | 4     |
| 0     | 80 a 84 | 0     |
| 0     | 75 a 79 | 8     |
| 16    | 70 a 74 | 8     |
| 4     | 65 a 69 | 12    |
| 20    | 60 a 64 | 4     |
| 8     | 55 a 59 | 12    |
| 20    | 50 a 54 | 20    |
| 12    | 45 a 49 | 16    |
| 12    | 40 a 44 | 12    |
| 20    | 35 a 39 | 12    |
| 16    | 30 a 34 | 16    |
| 24    | 25 a 29 | 28    |
| 16    | 20 a 24 | 4     |
| 16    | 15 a 19 | 24    |
| 8     | 10 a 14 | 4     |
| 16    | 5 a 9   | 8     |
| 8     | 0 a 4   | 8     |

## Economia
El 2007 la població en edat de treballar era de 333 persones, 235 eren actives i 98 eren inactives. De les 235 persones actives 213 estaven ocupades (122 homes i 91 dones) i 23 estaven aturades (10 homes i 13 dones). De les 98 persones inactives 35 estaven jubilades, 15 estaven estudiant i 48 estaven classificades com a «altres inactius».

### Ingressos
El 2009 a Leyviller hi havia 182 unitats fiscals que integraven 462,5 persones, la mediana anual d'ingressos fiscals per persona era de 18.309 €.

### Activitats econòmiques
Dels 11 establiments que hi havia el 2007, 4 eren d'empreses de construcció, 6 d'empreses de comerç i reparació d'automòbils i 1 d'una empresa de serveis.
Dels 4 establiments de servei als particulars que hi havia el 2009, 1 era un taller de reparació d'automòbils i de material agrícola, 2 paletes i 1 electricista.
L'únic establiment comercial que hi havia el 2009 era una carnisseria.
L'any 2000 a Leyviller hi havia 3 explotacions agrícoles.

## Equipaments sanitaris i escolars
El 2009 hi havia una escola elemental.

## Poblacions més properes
El següent diagrama mostra les poblacions més properes.